# Indian National Science Academy
Die Indian National Science Academy (INSA) ist eine der drei nationalen Akademien der Wissenschaften in Indien. Sie hat ihren Hauptsitz in Neu-Delhi im Unionsterritorium von Delhi. Wie bei der Indian Academy of Sciences (IAS) und der National Academy of Sciences India (NASI) gehört die Förderung wissenschaftlicher Erkenntnisse und ihre Anwendung auf das Gemeinwohl zu ihren grundlegenden Aufgaben. 

## Stellung, Ziele und Aufgaben
Seit ihrer Gründung ist die Akademie eng mit staatlichen Einrichtungen verbunden, zunächst mit der britischen Kolonialverwaltung und seit der indischen Unabhängigkeit mit den Regierungen Indiens. 1968 wurde sie als Vertreter Indiens im Internationalen Wissenschaftsrat benannt und fungiert als offizielle wissenschaftliche Vertretung der indischen Regierung. 
Als übergeordnete Zielrichtung verfolgt die INSA die Förderung wissenschaftlicher Erkenntnisse und ihre Anwendungen zum nationalen Wohl. Sie initiiert Foren und Gremien, in denen die Themenbereiche Wissenschaftliche und technologische Entwicklung, Wissenschaft und Gesellschaft, wissenschaftliche Bildung und Ausbildung, Wissenschaftsethik sowie Frauen in der Wissenschaft organisationsübergreifend diskutiert und Empfehlungen für die politischen Entscheider erarbeitet werden. Auf nationaler Ebene arbeitet sie dazu vor allem mit der National Academy of Sciences India (NASI) und der Indian Academy of sciences (IAS) zusammen. 
Bei der Bildung setzt sich die Akademie für die Förderung von Wissenschaft und Technik in der schulischen und universitären Ausbildung – vor allem in ländlichen Bereichen – ein, indem sie Preise vergibt und Vorlesungsreihen initiiert. Darüber hinaus hat sie im Jahr 2014 die Indian national young academy of sciences (INYAS) ins Leben gerufen. 
Für ihre Mitglieder unterhält die INSA eine wissenschaftliche Bibliothek. 
Weitere Ziele sind aus den Regierungsvorgaben abgeleitet und betreffen die Gleichstellung von Menschen mit Behinderung, Antikorruptionsmaßnahmen und die Gewaltprävention beziehungsweise den Opferschutz.

## Internationale Kooperationen
Die Akademie unterhält und koordiniert nationale Fachgremien, die Indien in den Sektionen des Internationalen Wissenschaftsrates vertreten. Organisatorisch und finanziell ist sie am internationalen Wissenschaftleraustausch beteiligt und fördert Einzelpersonen in Exzellenzprogrammen. Dazu ist sie mit Wissenschaftsakademien und Organisationen in Europa und Asien sowie Nord- und Südamerika vernetzt, um beispielsweise Auslandsaufenthalte Forschender zu ermöglichen. Mit der Deutschen Akademie der Naturforscher Leopoldina hat die INSA seit 2007 ein Partnerschaftsabkommen mit gemeinsamen Symposien, wechselseitigen Vortragsreihen und der Abstimmung im Bereich Politikberatung.

## Leitung
Die INSA wird von einem Akademierat aus 31 gewählten Mitgliedern geleitet. Er umfasst einen Präsidenten, sechs Vizepräsidenten, 20 Fellows und jeweils einen Vertreter der National Academy of Sciences India, der Indian Science Congress Association, der Asiatischen Gesellschaft und des Ministeriums für Wissenschaft und Technologie der indischen Regierung. 

## Finanzierung
Die Indian National Science Academy ist eine eingetragene Gesellschaft und wird vom Ministerium für Wissenschaft und Technologie, Abteilung Wissenschaft und Technologie, unterhalten. 

## Mitgliederzahl und Regionalbüros
Laut Satzung werden jährlich 50 neue Fellows und foreign (ausländische) Fellows als Mitglieder gewählt. Die Gesamtzahl der Fellows ist auf 1.500 limitiert. Sie unterhält 16 regionale Büros (Chapters) in Ahmedabad, Bangalore, Bhubaneswar, Chandigarh, Chennai, Delhi, Hyderabad, Kanpur, Kharagpur, Kolkata, Lucknow, Madurai, Mumbai, Pune, Thiruvananthapuram und Varanasi. 

## Sprache
Als Arbeitssprache in Kommunikation und Korrespondenz ist Hindi festgelegt. Als weiter Sprache wird Englisch verwendet. 

## Publikationen
Die Akademie gibt seit ihrer Gründung 1935 das Journal Proceedings of the Indian National Science Academy (PINSA) heraus. Im Jahr 1955 wurde es in zwei Journale mit den Sektionen A: Physical Sciences und B: Biological Sciences geteilt. Seit 2006 sind beide Zweige wieder in einem Journal vereint, das inzwischen vom Springer-Verlag Indien herausgegeben wird.
Das Indian Journal of Pure and Applied Mathematics (IJPAM) erscheint seit 1970 vierteljährlich, seit 1973 monatlich und seit 2006 zweimonatlich. Seit 2010 wird es vierteljährlich über den Springer-Verlag herausgegeben.
Im Jahr 1965 wurde das Indian Journal of History of Science (IJHS) ins Leben gerufen. Es erscheint seit 1966 halbjährlich und seit 1984 vierteljährlich. Mit dem Jahr 2021 übernahm der Springer-Verlag die Herausgeberschaft.
Weiterhin publiziert die INSA ein Jahrbuch und jährliche Tätigkeitsberichte. Der INSA News Letter erscheint vierteljährlich und ist über die Homepage als PDF einsehbar. Verstorbene Fellows und Mitglieder werden anlassbezogen ebenfalls auf der Homepage mit einem Nachruf gewürdigt. 

## Gründung und Name
Die Akademie wurde 1935 als National Institute of Sciences of India (NISI) in Kalkutta, bis 1912 Hauptstadt von Britisch-Indien, gegründet. Gründungspräsident war der britische Geologe Lewis Leigh Fermor. Ihm folgte 1937 als erster indischer Akademiepräsident Meghnad Saha nach, der zuvor bereits die National Academy of Sciences India mitgegründet hatte und deren erster Präsident er war. 
Die damalige NISI hatte ihren Sitz bei der Asiatischen Gesellschaft von Bengalen. Im Rahmen der indischen Unabhängigkeitsbestrebungen verlegte das NISI 1946 seinen Hauptsitz nach Neu-Delhi und zog 1951 ins eigens errichtete Gebäude in der Bahadur Shah Zafar Marg in Neu-Delhi. Im Jahr 1970 wurde die Akademie in Indian National Science Academy (INSA) umbenannt.